# Santuario de vida salvaje de Raiganj

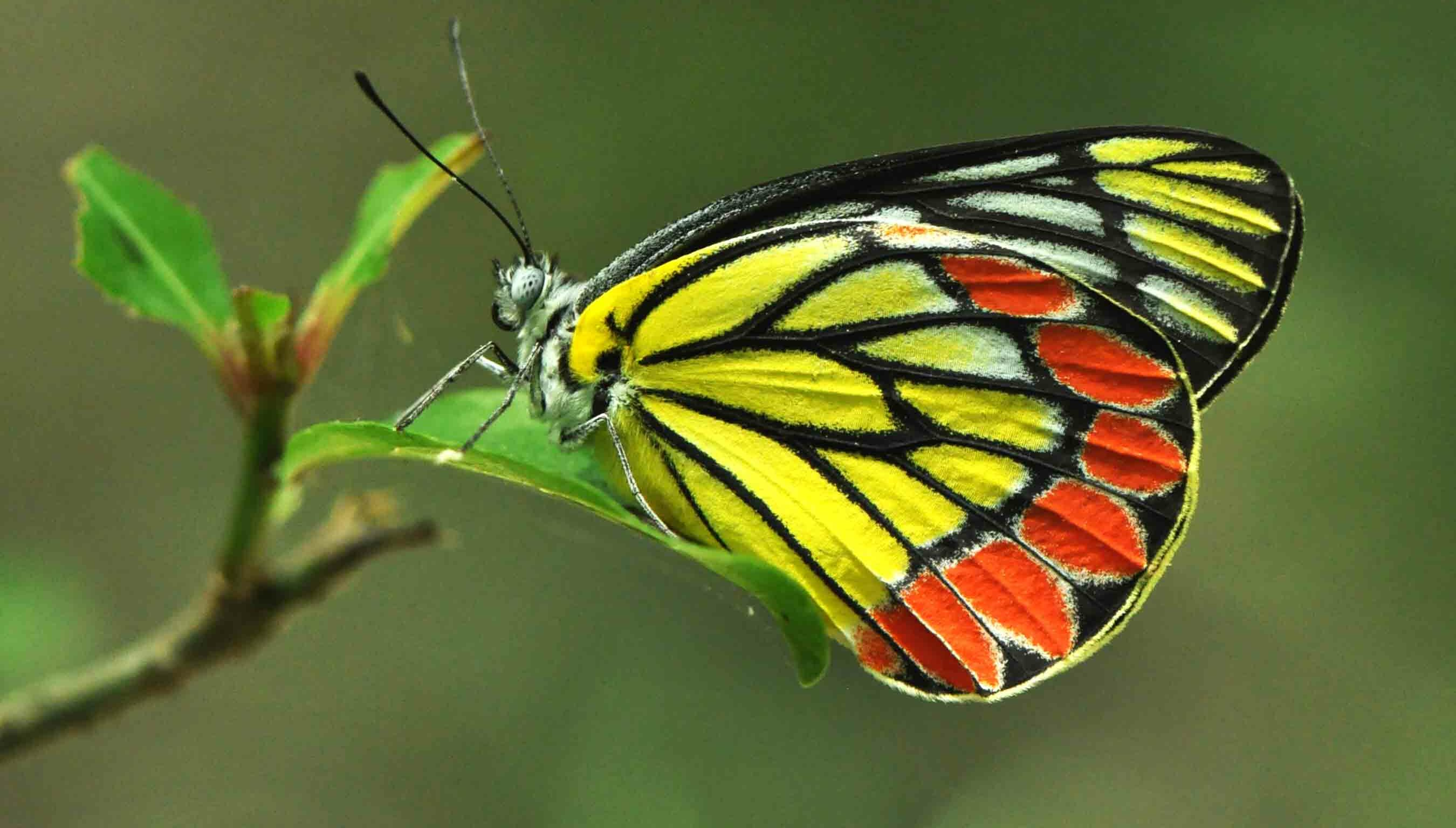
Mariposa encontrada en el Santuario de vida salvaje de Raiganj.

El Santuario de la Vida Salvaje de Raiganj también conocido popularmente como Santuario de Aves Kulik) está situado cerca de Raiganj en el distrito de Uttar Dinajpur en el estado indio de Bastón Occidental. 
Se encuentra a 4 km (2.5 millas) al norte del centro de la ciudad de Raiganj, la sede del distrito. La carretera nacional 34 corre al lado del santuario.

## Historia
El desarrollo del área comenzó en 1970 como parte del programa forestal social del gobierno de Bengala Occidental. El departamento ha plantado especies arbóreas como kadam, jarul, sisoo (Dalbergia sisoo) y eucalipto, clasificado como bosque tropical caducifolio seco. Con el pico abierto asiático y otras especies de aves migratorias que acuden al bosque artificial durante la temporada de incubación, fue designado oficialmente como el "Santuario de Vida Silvestre Raiganj" en 1985. Es conocido popularmente como el Santuario de Aves Kulik porque el río Kulik fluye al lado del santuario.

## Santuario
Algunos afirman ser el santuario de aves más grande de Asia. Sin embargo, hay otros que se quejan de esta distinción, como el Santuario de Harike Pattan, que se extiende sobre 93 millas cuadradas (240 km²), en el distrito de Tarn Taran, Punjab. El Santuario de Pájaros de Bharatpur, ahora conocido como parque nacional de Keoladeo, es considerado el mayor de Asia.
El área del santuario es de aproximadamente 1,30 km². El área central es de aproximadamente 0,14 km² y el resto es un área de amortiguamiento. El río fluye alrededor de parte del santuario y actúa como límite en las partes este y sur. La forma del santuario es la del alfabeto inglés "U". El santuario tiene una red de canales artificiales conectados al río Kulik. Durante el monzón, el agua del río ingresa al santuario, que admite una gran variedad de alimentos para aves, especialmente el pico abierto asiático, cuya dieta principal es el caracol manzana. El santuario es el hogar de 164 especies de aves.
Varios tipos de aves migratorias llegan cada año desde países del sur de Asia y regiones costeras. Comienza a llegar a partir de junio. Las especies migratorias incluyen cegonhas de pico abierto, egret, night heron y cormorants.
El santuario de aves alberga 164 especies. Alrededor de 90,000 a 100,000 aves migratorias visitan el santuario cada año.